# 池田恵理
池田 恵理（いけだ えり、1993年4月25日 - ）は、日本の女優。愛媛県松山市出身。

## 人物
身長：159cm、B：80cm W：57.5cm H：82cm、靴サイズ：23.5cm。
小学1年生から6年生まで地元の松山市にある「みかん一座」に所属し子役として活動し、同劇団の国内外のミュージカル公演に出演していた。また地元では子供獅子舞の踊り手としても活動がある。
中学校から大学までは吹奏楽部に所属し、フルートとピッコロを担当した。 全日本吹奏楽コンクール四国大会では金賞、ピッコロ・ソロコンテストでは優秀賞を受賞した。2007年、第55回全日本吹奏楽コンクール全国大会(普門館)出場/銀賞受賞。
愛媛県立松山中央高等学校を経て、関西大学社会学部メディア専攻に進み、2012年ミスキャンパス関大、2012 グランプリ (ミス・JTB賞、ミス・ミニミニ宅都賞、ミス・ドクターフィル賞) の四冠を受賞。幼少時からの夢であった芸能界への道が開ける。
2016年、関西大学を卒業と同時に上京し、本格的な女優、歌手、タレント活動を開始した。

## 出演

### 子役時代（みかん一座[1]）
- 2002年  ミュージカル「春や昔 十五万石の城下のまちで」（愛媛県県民文化会館）
- 2002年  環境ミュージカル「この地球、誰のもの?」（保内町文化会館）
- 2003年  「金子みすゞの世界」～私と小鳥と鈴と～（愛媛県県民文化会館）
- 2003年  ミュージカル「もったいないけん！」（松山市コミュニティセンター）ゼロエミフェスタ2003
- 2003年  「24時間テレビチャリティーコンサートショー」（南海放送本社コアスタジオ）
- 2004年  日独国際文化交流事業／ヴュルツブルク市1300年記念／みかん一座20周年記念ミュージカル「シーボルトの娘イネ」（ドイツヴュルツブルクマインフランケン劇場）
- 2004年  凱旋公演 ミュージカル「シーボルトの娘イネ」（松山市コミュニティセンター）
- 2005年  小野ふれあいコンサート「みんなともだち」（小野小学校体育館）
- 2005年  人権啓発フェスティバル2005 ミュージカル「ひばりのこどもたち」（松山市総合コミュニティセンター）
- 2005年  松山まつり 野球拳踊り（千舟町通り）
- 2005年  戦後60年平和のつどい ミュージカル「どんな時も希望をすてず」（松山市総合コミュニティセンター）
- 2006年  ミュージカル「このまちで」松山市合併1周年記念（北条地区・中島地区）

### 映画
- 2016年「青空エール」(三木孝浩 監督)  - 白翔高校吹奏楽部員 役
- 2016年「ママは日本へ嫁に行っちゃダメというけれど。[5]」(谷内田彰久監督)
- 2017年「マスタード・チョコレート」(笹木彰人監督)  - 清水ゆかり 役
- 2017年「兄に愛されすぎて困ってます」(河合勇人監督)  - OL 役
- 2018年「ゆずりは[6]」スピンオフドラマ「同窓会」(加門幾生監督) - 出演 池辺知佳 役、及び主題歌「ゆずりは」歌唱
- 2018年「ニート・ニート・ニート[7]」(宮野ケイジ監督) - レイカ 役
- 2020年 The 48 Hour Film Project TOKYO 2020 助演女優賞グランプリ

ワンコインズ「ガールズキャッチ」 - 藤木昌子 役
- 2021年「189」(加門幾生監督) - のじりひとみ 役
- 2022年「手」

### テレビドラマ
- 2017年 フジテレビ 「突然ですが、明日結婚します」 - TV局員・メイクスタッフ 役（レギュラー）
- 2017年 日本テレビ 「恋がヘタでも生きてます」 - 社員 役
- 2017年 フジテレビ 「今夜はナゾトレ」瞬間探偵平目木駿 - あかね 役
- 2023年 NHK総合・NHK BS4K「育休刑事」第8話

### テレビ番組
- 2020年2月17日 テレビ埼玉 「情報番組 マチコミ」　おいしさまるごとマイスター - ゲスト[8]

### 舞台
- 2017年「minako- 太陽になった歌姫 -[9]」(シブゲキ) - 勝瀬友美子 役
- 2017年「れでぃお・へっど[10]」(上野ストアハウス) - 主演 明日香 役
- 2017年「from soup to nuts[11]」(日暮里d-倉庫) - 主演 佐伯奈緒 役
- 2018年「流れる雲よ[12]」東京公演(六行会ホール)  - 翔龍チーム・後藤朝子 役、敷島チーム・坂本未来 役
- 2020年「乱玉のボクサー -[13]」(アトリエファンファーレ高円寺) - 主役
- 2020年「天満月のネコ」(シアターサンモール) - 白拍子 役
- 2020年 朗読劇「READING LIVE DREAM ～2020 in Augst～ 」(上野ストアハウス) - 猫田 役
- 2021年 「エンドロールライナー」(三栄町LiVE) - 薄見真実子つよい、花村せつ香、カゲイチ、警察官 役
- 2022年 ミュージカル「ロミオの青い空」(東京建物 Brillia HALL) アンサンブル
- 2022年 三栄町LIVE×fukui劇 Vol.12 特別公演 「うねるペン〜世界を穿つガールズハイ～」(Theater新宿スターフィールド)キャロラインリーパー 役
- 2022年 舞台「歯軋り」(高島平バルスタジオ)長谷川千鶴 役
- 2024年「絡み合う正義」（シアター711）[14]